# Андринки
Андринки (рос. Андрынки) — присілок у Брасовському районі Брянської області Росії. Входить до складу муніципального утворення Веребське сільське поселення.
Розташоване за 1,5 км на захід від села Чаянка. Постійне населення з 2005 року відсутнє.

## Історія
Розташоване на території Сіверщини.
Згадується з XVII столітті в складі Самовської волості Карачевского повіту.
У 1778-1782 роках в Луганському повіті Орловського намісництва.
З 1782 по 1928 рр. — В Дмитрівському повіті Орловської губернії (з 1861 — у складі Хотіївської волості, з 1923 в Глодневської волості).
Колишнє володіння Небольсиних. Належало до парафії у селі Чаянка.
З 1929 року в складі Брасовського району. З 1920-х рр. до 2005 року адміністративно підпорядковувалося Чаянській сільраді.

## Населення
З 2005 року Андринки ненаселені.
У минулому чисельність мешканців була такою:
| Роки      | 1858 | 1866 | 1893 | 1923 | 1979 | 1989 | 2002 | 2010 |
| --------- | ---- | ---- | ---- | ---- | ---- | ---- | ---- | ---- |
| Населення | 86   | 111  | 129  | 350  | 62   | 36   | 3    | 0    |